# Afer (Cognomen)
Afer (wahrscheinlich abgeleitet von Africanus; „Afrikaner“ im Sinne einer Abstammung aus der Provinz Africa) ist ein römisches Cognomen, das besonders bei den gentes Terentia und Domitia verbreitet war. Seit der Zeit der späten Republik wurde es zunehmend ohne Bezug zu seiner ursprünglichen Bedeutung genutzt. 

## Bekannte Namensträger
- Publius Aelius Hadrianus Afer, Vater des römischen Kaisers Hadrian
- Gnaeus Domitius Afer, römischer Suffektkonsul 39 und Rhetor
- Gaius Rusticelius Felix Afer, römischer Koroplast
- Senecio Memmius Afer, römischer Suffektkonsul 99